# Pseudomys shortridgei
Il topo australiano di brughiera (Pseudomys shortridgei  Thomas, 1906) è un roditore della famiglia dei Muridi endemico dell'Australia

## Descrizione
Roditore di piccole dimensioni, con la lunghezza della testa e del corpo tra 95 e 120 mm, la lunghezza della coda tra 85 e 100 mm, la lunghezza del piede tra 25 e 27 mm, la lunghezza delle orecchie tra 14 e 16 mm e un peso fino a 90 g.

La pelliccia è densa. Le parti superiori sono brunastre, densamente cosparse di lunghi peli nerastri. Il corpo è tozzo, il muso è corto e largo. Le orecchie sono proporzionalmente corte e rotonde. Le parti ventrali sono giallo-brunastre, con la base dei peli grigia. La coda è più corta della testa e del corpo, ricoperta densamente di lunghi peli, scura sopra, bianca sotto. Il cariotipo è 2n=48 FN=54.

## Biologia

### Comportamento
È una specie parzialmente diurna. Si rifugia in nidi al suolo o in cunicoli e tane nel terreno.

### Alimentazione
Si nutre di semi e fiori quando sono disponibili, altrimenti di steli d'erba e funghi.

### Riproduzione
Le nascite avvengono tra novembre e dicembre. Le femmine danno alla luce 2-3 piccoli alla volta.

## Distribuzione e habitat
Questa specie è diffusa in alcune località dello Stato di Victoria sud-occidentale, Australia Meridionale orientale e Australia Occidentale meridionale. In passato l'areale era più vasto.
Vive in brughiere di Cipadessa e in boscaglie di Banksia su terreni argillosi che non hanno subito incendi da almeno 30 anni nell'Australia occidentale. Nello stato di Victoria è invece presente in brughiere e boscaglie alberate incendiate non meno di 15 anni prima.

## Conservazione
La IUCN Red List, considerato l'areale ristretto e frammentato e il declino del proprio habitat, classifica P.shortridgei come specie prossima alla minaccia (NT).